# Kalety
Kalety (en silésien : Kalyty ; en allemand : Kalet) est une ville de la voïvodie de Silésie et du powiat de Tarnowskie Góry. Elle couvre une superficie de 57,68 km² et comptait 8 681 habitants en 2010.